# 堡垒之夜
《堡垒之夜》中國大陸譯作 堡壘之夜 是一款由Epic Games开发的在线游戏，提供三种不同的游戏模式：合作射击生存游戏《堡垒之夜：拯救世界》，最多可有四名玩家与类似僵尸的生物战斗，可建造防御工事；免费大逃殺遊戲《堡垒之夜 大逃杀》，最多支持100名玩家和免费沙盒游戏 《堡垒之夜：创造》，玩家创造自己的岛屿。
《拯救世界》和《大逃杀》于2017年发行抢先体验版本，而《创造》则于2018年12月6日发行。《拯救世界》支持Windows、macOS、PlayStation 4和Xbox One平台，而《大逃杀》和《创造》除支持上述平台外，还支持任天堂Switch、iOS和Android设备。 游戏预计支持下一代主机PlayStation 5和Xbox Series X/S。截至2018年11月，全系列已有超過2億的註冊玩家。

## 于中國大陆的问题与管制
堡垒之夜于2018年7月24日正式登录腾讯 WeGame 平台，此前已安装过的《Fortnite中文版》的客户端将自动升级为 WeGame 版本。在正式登录 WeGame 初期仅处于限量测试（内测）阶段，于中国服限量测试之前登录过《Fortnite中文版》的用户将直接获得测试资格。
于2018年8月17日堡垒之夜 WeGame 版本已开放测试。与登录 WeGame 之前的《Fortnite中文版》不同的是，堡垒之夜中国服被腾讯正式代理运营之后却不开放充值功能，官方给出的原因是：“中国服开启后，EPIC 需对游戏内充值功能进行修复，玩家将暂时无法使用充值功能，也无法购买守护家园模式。此前在《Fortnite中文版》中已购买过守护家园模式的玩家，中国服开启后可继续进入该模式。充值功能具体开启时间请留意官方公告”。
但是亦有观点认为堡垒之夜中国服无法充值的真正原因是由于“版号寒冬”，游戏版号还未批准下来，根据中国有关部门的规定，没有版号的游戏不允许盈利。
2021年10月31日，堡垒之夜中国服发布公告，将于11月15日上午11点，关闭游戏服务器。

## 教育
- 美國的愛許蘭大學為電玩要塞英雄設立獎學金[7][8]。

- 日本因為嚴重特殊傳染性肺炎疫情，許多學生被迫在家網路學習。日本一間補習班就讓學生打要塞英雄的電玩來學習英文[9]。

## 评价
在2017年8月18日，Epic宣布已经有100万玩家加入了《拯救世界》。同年9月免費模式《Battle Royale》上線，在半個多月後即達到1000萬個玩家數目。2018年6月13日，任天堂宣布Switch版的《大逃殺》在開放下載一天后已有200万次下载。

## 爭議
2018年1月，《絕地求生》開發者PUBG Studios起訴《堡垒之夜》抄襲《絕地求生》的物品和图形用户界面。
2020年8月，蘋果公司與谷歌公司將《要塞英雄》強制從App Store與Google Play下架，理由是Epic Games在該遊戲中提供了繞過App Store與Google Play的App內收費機制方式，違反開發協議。Epic Games除了向兩大公司提出訴訟，並製作了一支動畫廣告片嘲諷蘋果電腦於1983年底推出的電視廣告《1984》，片中的老大哥變成一個與蘋果公司商標相似的蘋果頭。